# Sakartvelos post
Грузинська Пошта (груз. საქართველოს ფოსტა, Sakartvelos post'a) — національний оператор поштового зв'язку Грузії зі штаб-квартирою в Тбілісі. Є товариством з обмеженою відповідальністю. Член Всесвітнього поштового союзу.